# لاورئانا دی بورلو
لاورئانا دی بورلو (به ایتالیایی: Laureana di Borrello) یک کومونه در ایتالیا است که در استان رجیو کالابریا واقع شده‌است.

## خصوصیات
لاورئانا دی بورلو ۳۵٫۴ کیلومترمربع مساحت و ۵٬۵۲۰ نفر جمعیت دارد.